# Molnári
Molnári is een plaats (község) en gemeente in het Hongaarse comitaat Zala. Molnári telt 782 inwoners (2001).